# Patrik Andersson
Patrik "Bjärred" Jonas Andersson (* 18. srpen 1971, Borgeby) je bývalý švédský fotbalista. Hrával na pozici obránce.
Se švédskou fotbalovou reprezentací získal bronzovou medaili na mistrovství Evropy roku 1992 i na mistrovství světa roku 1994. Hrál též na světovém šampionátu roku 2002 a na Euru 2000. Celkem za národní tým odehrál 96 utkání a vstřelil v nich 3 góly.
S Bayernem Mnichov vyhrál v sezóně 2000/01 Ligu mistrů. Dvakrát se s ním stal mistrem Německa (1999–2000, 2000–01). S Malmö FF se jednou stal mistrem Švédska (2004).
V letech 1995 a 2001 byl vyhlášen nejlepším fotbalistou Švédska.